# Carte blanche (roman)
Pour les articles homonymes, voir Carte blanche.
Carte blanche est un roman de la série littéraire James Bond écrit par le romancier Jeffery Deaver. Il sortit aux États-Unis le 14 juin 2011 aux éditions Simon & Schuster et au Royaume-Uni le 26 mai 2011 ainsi qu'en France sous l'édition Flammarion. C'est le premier roman de James Bond se déroulant à l'époque de sa publication depuis The Man With The Red Tattoo, écrit par Raymond Benson et publié en 2002.

## Contexte
Carte blanche met à jour la trame de fond de la série James Bond, pour s'adapter au XXIe siècle. Cela fait de cette œuvre le redémarrage de la série. L'auteur a déclaré que son James Bond était né au début des années 1980, en faisant un vétéran de la guerre en Afghanistan (notamment de l'opération Herrick), en lieu et place du vétéran de la Seconde Guerre mondiale et espion de la guerre froide tel que l'avait conçu Ian Fleming.

## Synopsis
À la mi-2011 en Serbie, un train transportant des produits chimiques échappe de peu à l'explosion voulue par on-ne-sait-qui (l'irlandais). Bond se trouve sur place, auparavant les renseignements avaient décodé un message indiquant qu'un certain Noah projetait cette attaque. Il récolte des empreintes et autres indices. Il rentre en Angleterre pour les faire analyser par Ophelia Maidenstone, puis rencontre M, le chef de l'ODG, qui lui confie la mission de découvrir la vérité sur l'incident Vingt, lié à 

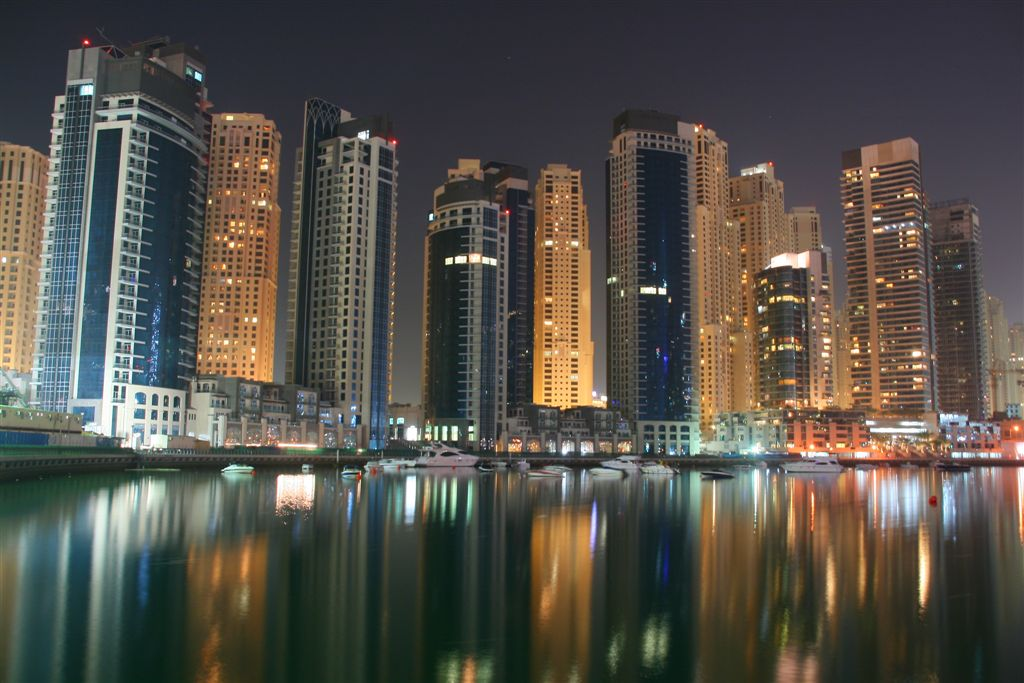
Dubaï, une ville surréaliste où sera mené Bond

 l'attaque, un attentat devant avoir lieu le 20 mai, et devant "nuire gravement aux intérêts britanniques". La piste mène à un certain Severan Hydt, nécrophile, directeur de Green Way International, une société de recyclage et son allié Niall Dunne, alias l'Irlandais, "l'homme qui pense à tout". Effectivement, parmi les indices découverts en Serbie l'un d'eux le mène à un rendez-vous dans un bâtiment en cours de destruction dirigé par l'entreprise de Hydt, de plus les renseignements affirment que par son passé celui-ci aurait construit son propre bateau d'où un surnom "noah" comme l'arche de noé. L'enquête de Bond le mènera aux Émirats arabes unis (Dubaï), où il retrouvera son ami Leiter, puis en Afrique du Sud, où il rencontre Felicity Willing, directrice d'une œuvre de charité contre la faim. Il s'alliera aux autorités locales, notamment le lieutenant de police Bheka Jordaan, une femme. Bond sous le nom de couverture de "Gene Theron" approche Hydt et son organisation en se faisant passer pour un mercenaire, connaissant la passion de son ennemi pour les cadavres, celui-ci lui propose de lui montrer divers charniers africains et lui offrir les corps (afin de les recycler en matériaux de construction). Bond découvre Gehenna, le projet de Hydt, l'attentat du 20 viserait une université britannique, celui-ci se serait fait engager par un riche pharmacologue afin d'y éliminer un professeur ayant fait avancer considérablement les recherches sur le cancer. Bond se fait découvrir, l'université explose peu après avoir été évacuée auparavant. James s'enfuit, retenu prisonnier, les autorités arrivent et arrêtent Severan, l'irlandais parvint à s'échapper après être revenu pour tuer Hydt. Bond comprend ensuite que Gehenna et l'incident vingt sont deux attentats distincts, N.O.A.H. étant l'acronyme de National Organisation Against Hunger de Willing. Bond apprendra que Willing cherche en fait, avec la complicité de Dunne à alimenter la rébellion dans le Sud du Soudan. Elle a engagé son ingénieur, Dunne pour qu'il aide Severan afin que l'on se concentre sur lui. Bond l'arrête, tue Dunne qui était amoureusement venue la secourir.

## Protagonistes
Principalement issus des romans de Fleming, ils ont été cependant adaptés pour pouvoir être compatibles avec le contexte de 2011.
- James Bond : Né au début des années 1980, Bond est un vétéran des guerres en Afghanistan et en Irak, mais ici ne fume pas (à l'inverse du Bond de Fleming). Il travaille pour L'ODG.
- M : le chef de l'ODG.
- Severan Hydt : PDG de Green Way International, une puissante société de recyclage, riche, nécrophile (attirance pour les cadavres) et terroriste sous couverture. Il est entouré de son ingénieur Niall Dune. Il a fait fortune à l'époque où il était éboueur : il fouillait les poubelles de mafieux et les faisait chanter ensuite. Il est tué par Dunne lorsqu'il se fait arrêter.

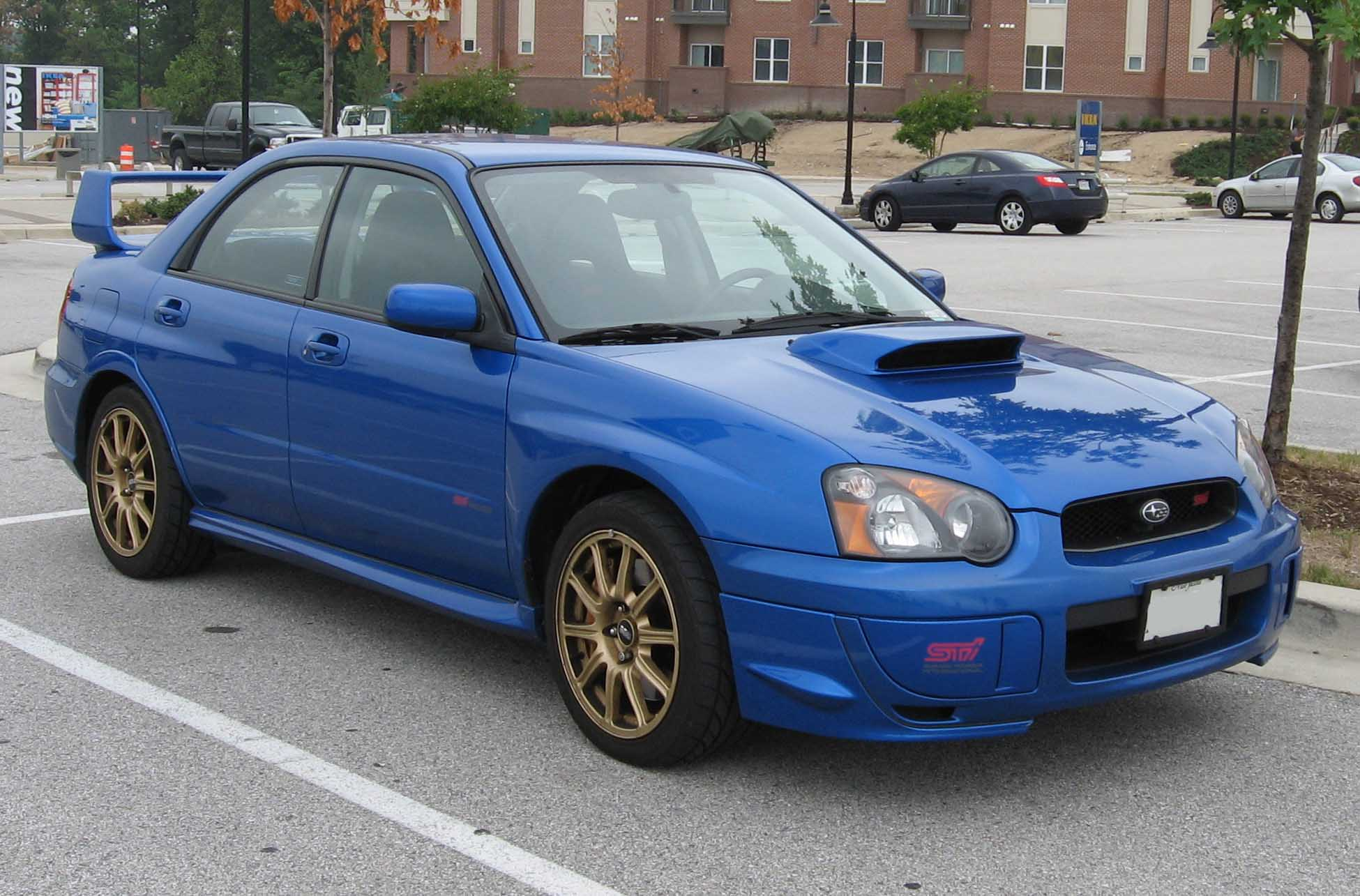
Une Subaru Impreza WRX STI que Bond aura la chance de conduire en Afrique du sud

- Niall Dunne alias l'Irlandais : Allié de Hydt, impassible, dit "l'homme qui pense à tout" étant donné qu'il prévoit tout. A fait son service militaire en tant qu'ingénieur. Est passionnément amoureux de Felicity Willing. Il mourra pour elle, abattu par Bond sans qu'elle ait jamais été intéressée par lui. Il a une franche blonde, porte un Beretta et se débrouille très bien avec un sniper.
- Bheka Jordaan : Agent du SAPS (South African Police Service) policière sud africaine, elle aide James Bond comme elle peut mais cependant veille à ce que ses interventions soient effectuées de manière légale.
- Felicity Willing : Dirigeante d'une association caritative contre la faim en Afrique, en réalité il se trouve que celle-ci est à l'origine de l'incident vingt et alimente les milices africaines. Bond en tombe amoureux avant de l'arrêter.
- Ophelia "Philly" Maidenstone : Contact du MI6, Bond a beaucoup de sentiments pour elle, sûrement de trop...
- Gregory Lamb : Agent de l'ODG sur le territoire africain, considéré comme peu fiable par son service. Il meurt pour sauver Bond et Jordaan.
- Percy Osborne-Smith : Agent de la division 3, MI-5 c'est à lui que doit se référer Bond sur le sol britannique vu qu'il n'a "plus vraiment carte blanche". Il pose quelques problèmes à Bond même s'il lui apportera finalement son aide.
- Sanu Hirani : Chef de la section Q, il a la même fonction que Q.
- Felix Leiter : Ami de Bond de longue date, agent américain de la CIA.
- René Mathis : Ami de Bond, membre des services secrets français (DGSE).
- Miss Moneypenny : La secrétaire de M. A trente-cinq ans, soit à peu près le même âge que Bond.
- Mary Goodnight : La secrétaire de 25 ans de Bond.
- May Maxwell : La loyale et âgée gouvernante écossaise de Bond. Elle sera remplacée plus tard par une servante pakistanaise ou indienne. On ignore si le personnage va changer de nom ou de nationalité.

## Autour du livre

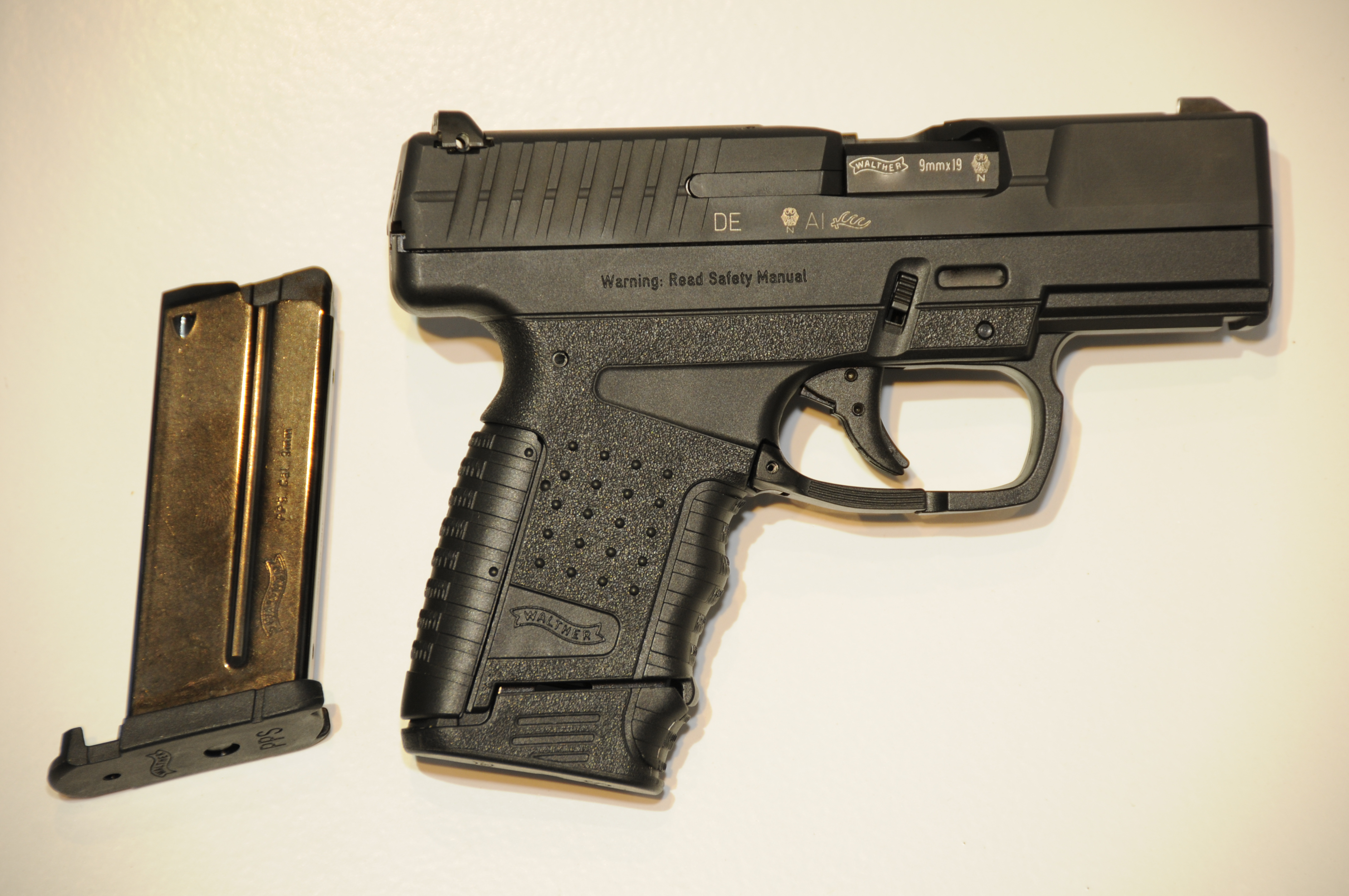
Le Walther PPS, la nouvelle arme de Bond

- James Bond se sert désormais du Walther PPS à la place du PPK et P99 habituel.
- Le personnage Q est remplacé par celui de Sanu Hirani.
- Parallèlement à l'histoire, Bond et Philly enquêtent sur l'ex opération soviétique "Cartouche d'acier" et il apprend que sa mère aurait été une espionne anglaise.
- Bond ne travaille pas vraiment pour le MI6 mais pour l'ODG (Overseas Development Group) qui a, à peu de chose près, le même rôle.
- James possède une Bentley Continental GT grise blanche, marque avec laquelle il roulait lors des romans de Fleming. Dans son garage il possède une Jaguar Type E ayant appartenu à son père. Dans son aventure, il conduit une Subaru Impreza WRX STi bleue.
- Le titre original est en français "Carte Blanche"
- Le titre s'explique par le fait que, en tant que membre de l'ODG, Bond n'est autorisé à intervenir qu'à l'extérieur des frontières du Royaume-Uni (comme plusieurs organisations de nos jours). M lui dira "Qu'il n'a plus vraiment Carte Blanche" comme à son habitude lorsque l'action le mènera à enquêter en Angleterre.